# Yara Vlaswinkel

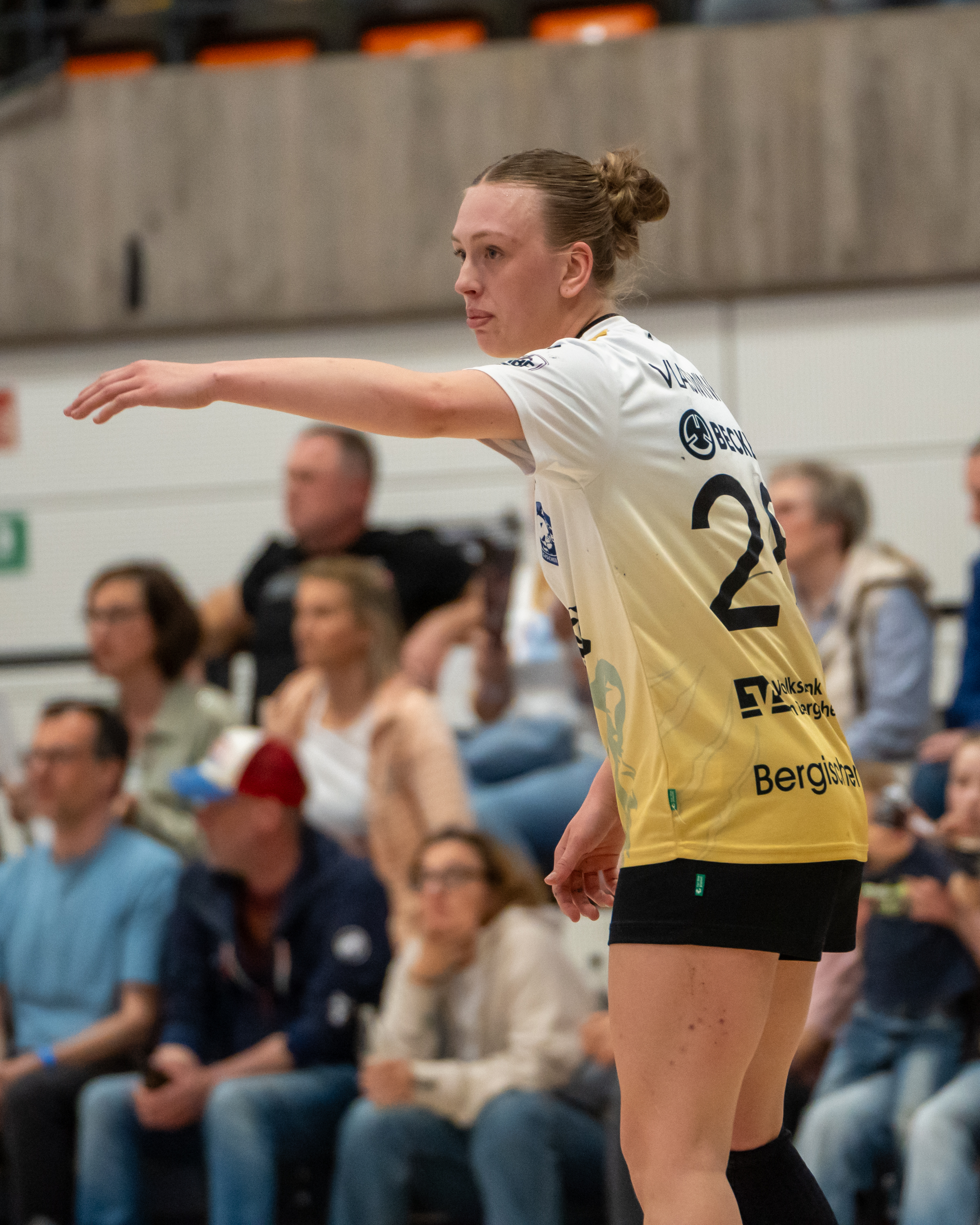
Yara Vlaswinkel 2025

Yara Vlaswinkel (* 21. Juni 2005 in Zevenaar) ist eine niederländische Handballspielerin.

## Karriere
Die linke Rückraumspielerin spielte ab 2021 für HandbaL Venlo in der niederländischen Ehrendivision. Mit der Mannschaft konnte sie in der Saison 2023/24 die Meisterschaft gewinnen. Zur Saison 2024/25 wechselte Vlaswinkel zum deutschen Drittligisten TuS 97 Bielefeld-Jöllenbeck. Am Jahresbeginn 2025 schloss sie sich dem deutschen Zweitligisten Bergischer HC an.